# Collum McCann
Collum McCann (ur. 28 lutego 1965 w Dublinie), irlandzki pisarz i dziennikarz.

## Życiorys
Zaczynał karierę jako dziennikarz pracujący dla The Irish Press. W latach 80. wędrował po Stanach Zjednoczonych, mieszkał także w Japonii, a następnie osiadł w Nowym Jorku. Jest autorem dwóch zbiorów opowiadań i pięciu powieści. Debiutował w 1994, w następnym roku ukazała się pierwsza jego powieść Śpiewające psy. Jej narrator relacjonuje losy swoich rodziców, Meksykanki i podróżującego po świecie Irlandczyka. Ta strona jasności opowiada o nowojorskiej rodzinie, bohaterem biograficznego Tancerza jest Rudolf Nuriejew. Bohaterka Zoli, cygańska poetka, jest wzorowana na Bronisławie Wajs.
Książki McCanna były tłumaczone na 30 języków. Jego artykuły publikował m.in.The New York Times, The Atlantic Monthly, The Times czy La Repubblica.

## Twórczość

### Zbiory opowiadań
- Fishing the Sloe-Black River (1994)
- Everything in this Country Must (2000)

### Powieści
- Śpiewające psy (Songdogs, 1995)
- Ta strona jasności (This Side of Brightness, 1998)
- Tancerz (Dancer, 2003)
- Zoli (Zoli. 2006)
- Niech zawiruje świat, Muza wyd. 2011 (Let the Great World Spin) (2009)